# 아토사누푸리산

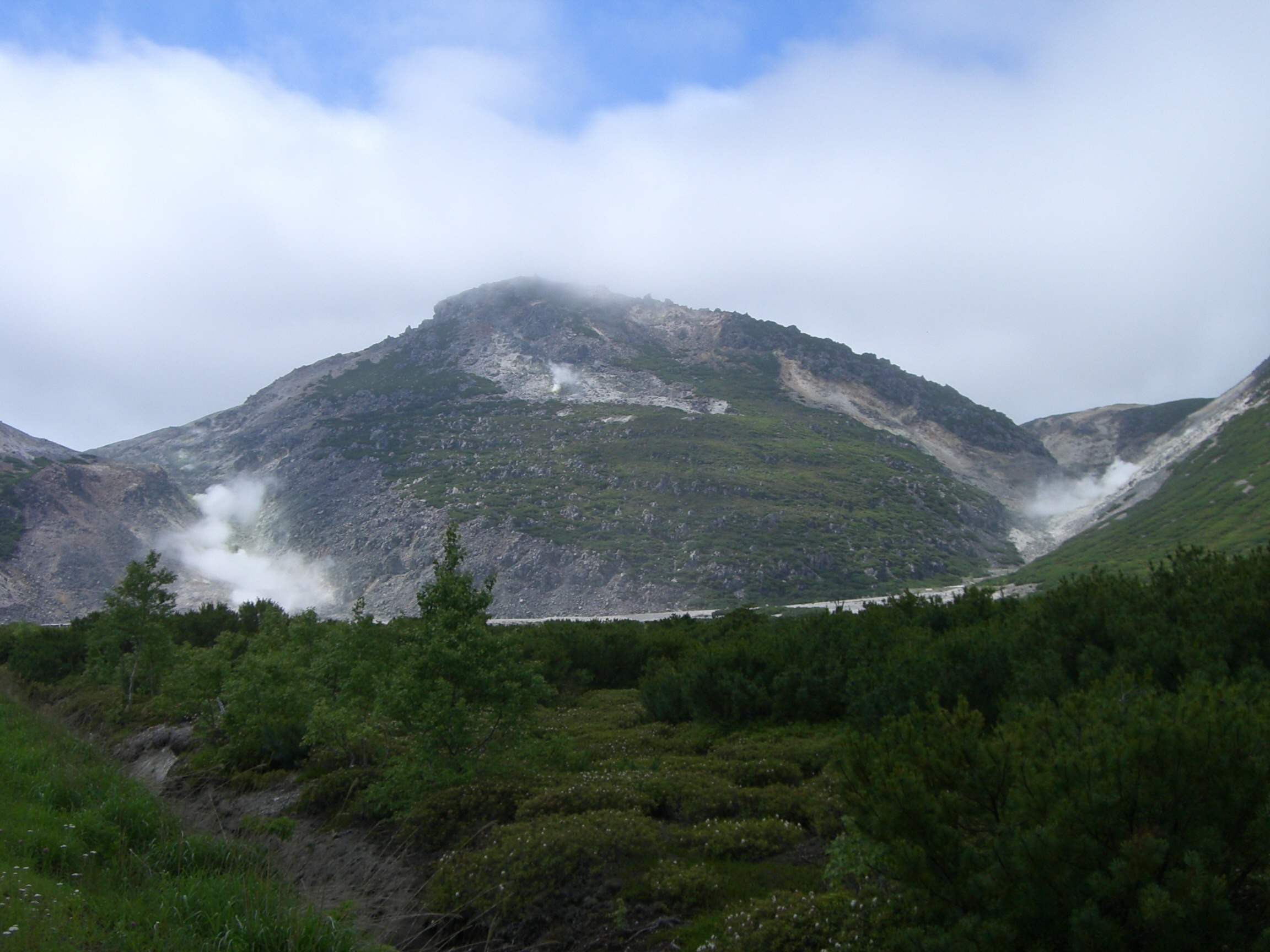
아토사누푸리 산

아토사누푸리산(Atosanupuri) 또는 이오 산(유황산, 硫黄山)은 홋카이도 북부에 있는 활화산이다. 이 화산은 마슈호 근처에 위치하고 있고, 유황 연기나 수증기, 그리고 화산가스 등을 지금도 내뿜고 있는 화산이다. 이 화산의 모양은 성층 화산에 종상 화산이 섞인 복합 화산이다. 한국어로는 유황산이라고 부른다.